# Laski Lubuskie (przystanek kolejowy)
Laski Lubuskie – przystanek kolejowy w Laskach Lubuskich w Polsce, w województwie lubuskim, w powiecie słubickim, w gminie Górzyca.

## Wymiana pasażerska
| Rok  | Wymiana pasażerska na dobę |
| ---- | -------------------------- |
| 2017 | 0-9                        |
| 2022 | 10-19                      |